# Херут
Херу́т (ивр. חֵרוּת‎ — «Свобода») — израильское политическое движение, основанное в июне 1948 года членами «Эцела» (Иргун цваи леумми) с целью превратить «Эцел» из подпольной боевой организации в парламентскую партию, что и произошло, начиная с октября 1948 года.

## 1948 — 1973
Основателем и первым лидером партии был Менахем Бегин; среди основателей «Херута» были  доктор И. Бадер, Э. Меридор, Эстер Разиэль-Наор, Я. Меридор , Э. Ланкин, Х. Ландау.
На выборах в Кнессет 1-го созыва, прошедших 25 января 1949 года, движение  «Херут» получило 11,5 % голосов (14 мандатов).
В преддверии выборов в кнессет 1965 года, на базе «Херута» и Либеральной партии, был создан блок «ГАХАЛ», получивший на выборах 26 мандатов.
В 1973 году, на базе «ГАХАЛа» и нескольких более мелких партий, была образована партия «Ликуд». В 1977 году бывший глава «Иргуна» Менахем Бегин стал премьер-министром Израиля в результате победы партии «Ликуд» на выборах.

## С 1999 года
Новый Херут (также Херут — Национальное Движение) был создан в 1999 году как продолжатель исторического «Херута». Согласно «Новому Херуту», необходимость в возрождении партии возникла, когда ликудовское правительство Израиля провело в жизнь соглашение по Хеврону и согласилось в Уай Плантейшн передать часть территории Иудеи и Самарии палестинской администрации. Депутаты Кнессета Бени Бегин (сын Менахема Бегина), Михаэль Кляйнер и Давид Реэм вышли из «Ликуда» и основали национальное еврейское движение – политический инструмент продолжения борьбы за Страну Израиля. Такие авторитетные фигуры, как экс-премьер страны Ицхак Шамир, известный политик, публицист и писатель Шмуэль Кац поддержали использование исторического имени новым-старым движением.
После неудачи на выборах, Бени Бегин на время покинул политику, и движение возглавил Михаэль Кляйнер. «Новый Херут» пользовался поддержкой связанного с «Ликудом» молодёжного движения «Бейтар» и участвовал в сессии Всемирного еврейского конгресса. На следующих выборах в 2003 году Кляйнер объединился с Барухом Марзелем, но партия не смогла преодолеть 2 % барьер и не вошла в Кнессет (набрала 36 000 голосов, при 47 000 минимальных). На выборах 2006 года «Херут» вновь не преодолел барьер. Также и Барух Марзель, на этот раз во главе «Еврейского национального фронта», не преодолел барьер. Незадолго до выборов 2009 года Кляйнер вслед за Бени Бегиным вернулся в «Ликуд», но, в отличие от него, депутатом не стал.
К выборам 2009 года Барух Марзель решил возглавить созданную раввином Шаломом Вольпо партию «Эрец Исраэль Шелану», таким образом, после последней неудачи на выборах 2006 партия больше не выдвигалась в Кнессет и прекратила своё существование. Партия «Эрец Исраэль Шелану» вошла в блок «Ихуд Леуми», получивший в Кнессете 18-го созыва 4 места, одно из которых занял её депутат, Михаэль Бен-Ари. Сам Барух Марзель решил не избираться в кнессет.

## Оценки
В декабре 1948 года группа американских еврейских интеллектуалов, включавшая Ханну Арендт и Альберта Эйнштейна выступила с открытым письмом, осуждавшим «Херут» и заявлявшим о его близости «по своей организации, методам, политической философии и социальной позиции к нацистским и фашистским партиям».